# Vattetot-sous-Beaumont
Vattetot-sous-Beaumont est une commune française située dans le département de la Seine-Maritime en région Normandie.

## Géographie
|          | Gonfreville-Caillot    | Saint-Maclou-la-Brière |
| Bréauté  | Vattetot-sous-Beaumont | Bernières              |
| Mirville | Nointot                |                        |

### Hydrographie
La commune est située dans le bassin Seine-Normandie. Elle n'est drainée par aucun cours d'eau,.

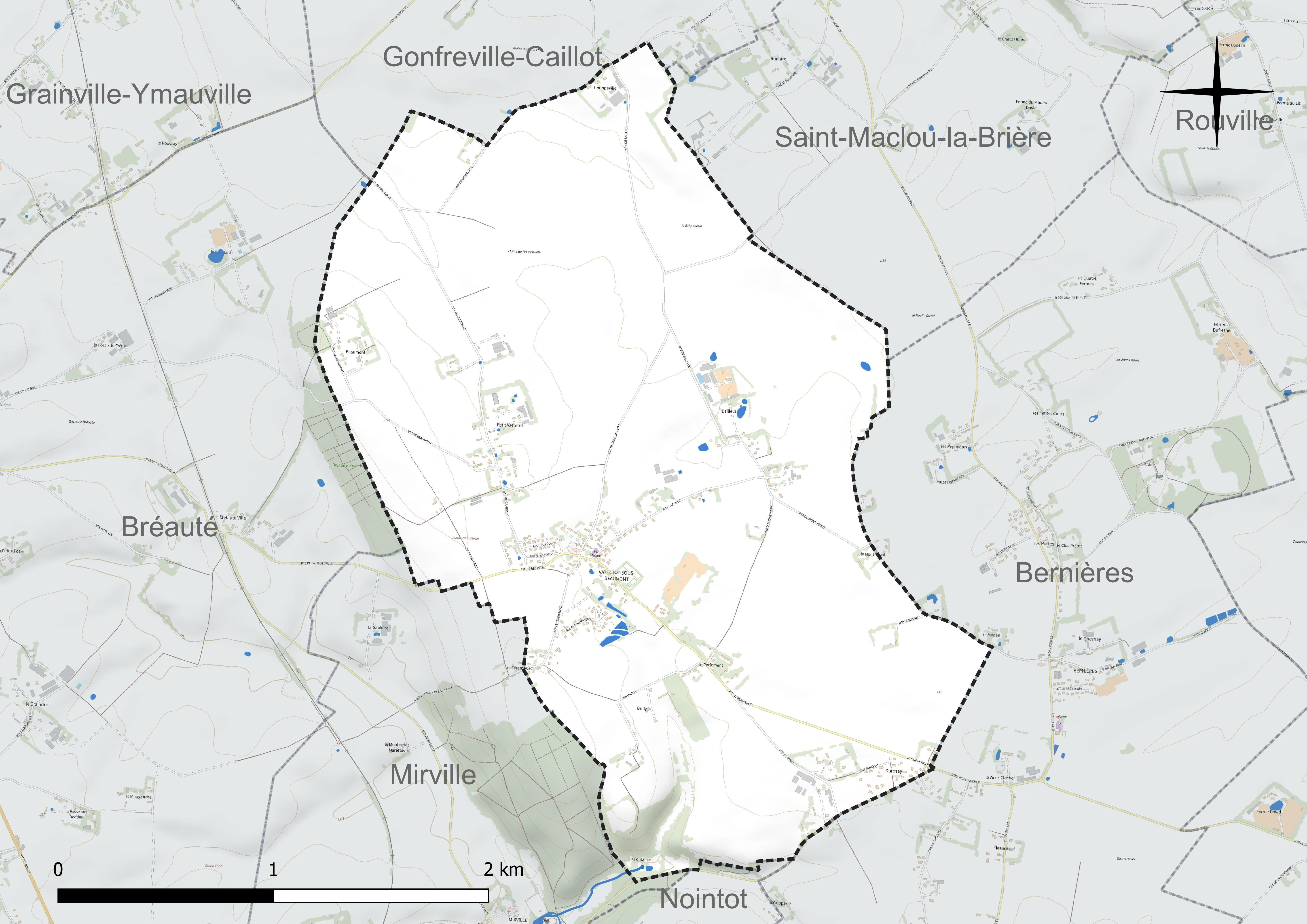
Réseau hydrographique de Vattetot-sous-Beaumont.

### Climat
Pour des articles plus généraux, voir Climat de la Normandie et Climat de la Seine-Maritime.
En 2010, le climat de la commune est de type climat océanique franc, selon une étude du CNRS s'appuyant sur une série de données couvrant la période 1971-2000. En 2020, Météo-France publie une typologie des climats de la France métropolitaine dans laquelle la commune est exposée à un climat océanique et est dans la région climatique Côtes de la Manche orientale, caractérisée par un faible ensoleillement (1 550 h/an) ; forte humidité de l’air (plus de 20 h/jour avec humidité relative > 80 % en hiver), vents forts fréquents. Parallèlement le GIEC normand, un groupe régional d’experts sur le climat, différencie quant à lui, dans une étude de 2020, trois grands types de climats pour la région Normandie, nuancés à une échelle plus fine par les facteurs géographiques locaux. La commune est, selon ce zonage, exposée à un « climat maritime », correspondant au Pays de Caux, frais, humide et pluvieux, légèrement plus frais que dans le Cotentin.
Pour la période 1971-2000, la température annuelle moyenne est de 10,5 °C, avec une amplitude thermique annuelle de 13,4 °C. Le cumul annuel moyen de précipitations est de 973 mm, avec 13,2 jours de précipitations en janvier et 8,7 jours en juillet. Pour la période 1991-2020, la température moyenne annuelle observée sur la station météorologique la plus proche, située sur la commune de Petiville à 21 km à vol d'oiseau, est de 12,0 °C et le cumul annuel moyen de précipitations est de 844,9 mm,. Pour l'avenir, les paramètres climatiques de la commune estimés pour 2050 selon différents scénarios d’émission de gaz à effet de serre sont consultables sur un site dédié publié par Météo-France en novembre 2022.

## Urbanisme

### Typologie
Au 1er janvier 2024, Vattetot-sous-Beaumont est catégorisée commune rurale à habitat dispersé, selon la nouvelle grille communale de densité à sept niveaux définie par l'Insee en 2022.
Elle est située hors unité urbaine. Par ailleurs la commune fait partie de l'aire d'attraction du Havre, dont elle est une commune de la couronne,. Cette aire, qui regroupe 116 communes, est catégorisée dans les aires de 200 000 à moins de 700 000 habitants,.

### Occupation des sols
L'occupation des sols de la commune, telle qu'elle ressort de la base de données européenne d’occupation biophysique des sols Corine Land Cover (CLC), est marquée par l'importance des territoires agricoles (98,3 % en 2018), une proportion identique à celle de 1990 (98,3 %). La répartition détaillée en 2018 est la suivante : 
terres arables (61,6 %), prairies (30,1 %), zones agricoles hétérogènes (6,6 %), forêts (1,7 %). L'évolution de l’occupation des sols de la commune et de ses infrastructures peut être observée sur les différentes représentations cartographiques du territoire : la carte de Cassini (XVIIIe siècle), la carte d'état-major (1820-1866) et les cartes ou photos aériennes de l'IGN pour la période actuelle (1950 à aujourd'hui).

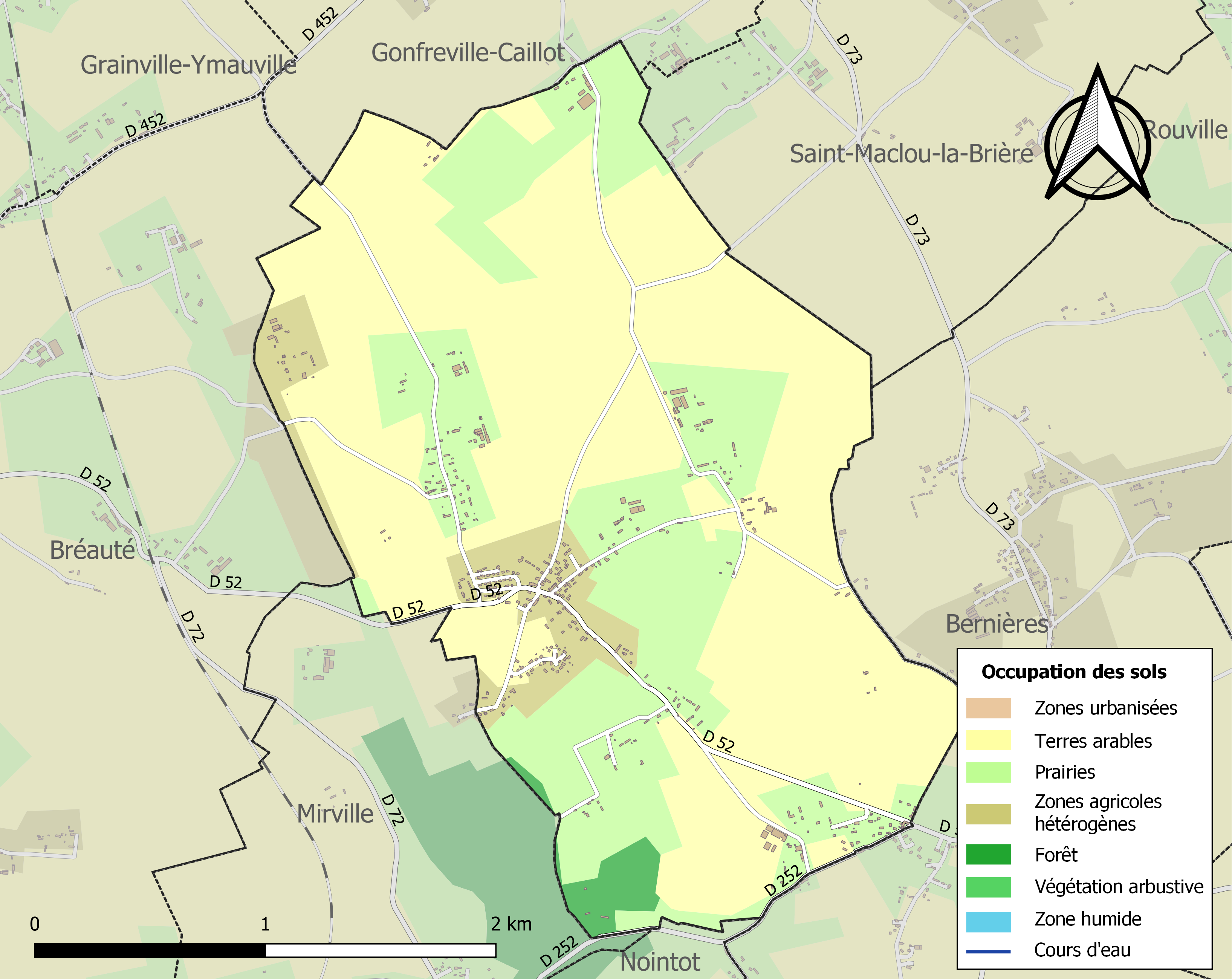
Carte des infrastructures et de l'occupation des sols de la commune en 2018 (CLC).

## Toponymie
Le nom de la localité est attesté sous les formes ecclesie de Watetot en 1195, apud Wattetot vers 1210, Watetot vers 1240, et 1249, Vatetot en 1319 et en 1337, Notre-Dame de Vastetot en 1362 et 1365, Vattetot sur Beaumont en 1489, in ecclesia de Vatetot en 1491, Vatetot sur Beaumont en 1564, Notre Dame de Vattetot en 1713, Vattetot sous Beaumont en 1715 et 1757 (Cassini).
Ce toponyme a un rapport de voisinage avec l'eau, seul l'appellatif vieux norrois Vatn (« eau »), peut expliquer le premier élément à l'exclusion des anthroponymes rares que sont le germanique continental Watto et l'anglo-saxon Watta.

## Politique et administration
| Période                                  | Période                    | Identité               | Étiquette | Qualité                                                                                         |
| ---------------------------------------- | -------------------------- | ---------------------- | --------- | ----------------------------------------------------------------------------------------------- |
| Les données manquantes sont à compléter. |                            |                        |           |                                                                                                 |
| 1792                                     | 1795                       | Nicolas Bréard         |           |                                                                                                 |
| 1795                                     | 1797                       | Guillaume Fontenay     |           |                                                                                                 |
| 1797                                     | 1797                       | Jean Piednoel          |           |                                                                                                 |
| 1798                                     | 1829                       | Pierre Laurent Montier |           |                                                                                                 |
| 1822                                     | 1829                       | Jean Durosay           |           |                                                                                                 |
| 1829                                     | 1840                       | Laurent Montier        |           |                                                                                                 |
| 1840                                     | 1857                       | Pierre Montier         |           |                                                                                                 |
| 1857                                     | 1871                       | Ambroise Vallin        |           |                                                                                                 |
| 1871                                     | 1895                       | Euphémie Dodelin       |           |                                                                                                 |
| 1895                                     | 1909                       | Émile Bellanger        |           |                                                                                                 |
| 1909                                     | 1920                       | Henri Catelain         |           |                                                                                                 |
| 1920                                     | 1938                       | André Thierry          |           |                                                                                                 |
| 1938                                     | 1945                       | Fernand Paquin         |           |                                                                                                 |
| 1945                                     | 1977                       | André Audouard         |           |                                                                                                 |
| 1977                                     | 2001                       | Louis Aviègne          |           |                                                                                                 |
| mars 2001                                | En cours (au 10 août 2020) | Hervé Niepceron        | LR        | Technicien des services vétérinaires ministère de l'agriculture Réélu pour le mandat 2020-2026, |

## Démographie
L'évolution du nombre d'habitants est connue à travers les recensements de la population effectués dans la commune depuis 1793. Pour les communes de moins de 10 000 habitants, une enquête de recensement portant sur toute la population est réalisée tous les cinq ans, les populations de référence des années intermédiaires étant quant à elles estimées par interpolation ou extrapolation. Pour la commune, le premier recensement exhaustif entrant dans le cadre du nouveau dispositif a été réalisé en 2007.

En 2022, la commune comptait 583 habitants, en évolution de +0,34 % par rapport à 2016 (Seine-Maritime : +0,35 %, France hors Mayotte : +2,11 %).
| 1793 | 1800 | 1806 | 1821 | 1831 | 1836 | 1841 | 1846 | 1851 |
| ---- | ---- | ---- | ---- | ---- | ---- | ---- | ---- | ---- |
| 558  | 640  | 580  | 611  | 561  | 569  | 572  | 581  | 561  |

| 1856 | 1861 | 1866 | 1872 | 1876 | 1881 | 1886 | 1891 | 1896 |
| ---- | ---- | ---- | ---- | ---- | ---- | ---- | ---- | ---- |
| 591  | 620  | 607  | 529  | 529  | 481  | 513  | 493  | 438  |

| 1901 | 1906 | 1911 | 1921 | 1926 | 1931 | 1936 | 1946 | 1954 |
| ---- | ---- | ---- | ---- | ---- | ---- | ---- | ---- | ---- |
| 417  | 433  | 392  | 354  | 369  | 392  | 379  | 395  | 405  |

| 1962 | 1968 | 1975 | 1982 | 1990 | 1999 | 2006 | 2007 | 2012 |
| ---- | ---- | ---- | ---- | ---- | ---- | ---- | ---- | ---- |
| 363  | 345  | 279  | 361  | 484  | 490  | 527  | 533  | 577  |

| 2017 | 2022 | - | - | - | - | - | - | - |
| ---- | ---- | - | - | - | - | - | - | - |
| 576  | 583  | - | - | - | - | - | - | - |

## Économie
L’agriculture est demeurée l’œuvre principale avec 6 exploitations en activité, il y en avait 58 au XIXe siècle dont beaucoup de petites.
Artisanat
Une cidrerie-presse à domicile.
Loisirs-randonnées
Chemins séculaires jadis empruntés quotidiennement pour vaquer aux travaux des champs ou joindre les hameaux et masures isolées.

## Culture locale et patrimoine

### Lieux et monuments
- Église reconstruite au XVIe siècle, clocher du XIIIe, vitraux des XVIIe et XVIIIe siècles.
- Manoir Bailleul, XIIIe – XIVe siècles.
- Une église avec flèche ardoisée, son chœur avec marques des XIIe et XIIIe siècles, sa haute nef du XVIIe siècle. Elle possède des fonts baptismaux en pierre sculptée du XIIIe et une statue du Père éternel du XVIe, provenant de la chapelle Sainte-Véronique de la léproserie détruite. La tradition locale nous rapporte que le chœur actuel de l’église fut jadis la chapelle d’un manoir voisin situé face au manoir presbytéral et brûlé en 1850. Il était la propriété du Bailly de Bolbec.
- L'ancien manoir de Brilly (en 1222, Guillaume de Brilly est chevalier).
- Le manoir du Parlement, bâtisse à pans de bois datant du XVIe siècle, devait servir de lieu de réunion ?

### Héraldique
| Blason de Vattetot-sous-Beaumont | Blason  | Parti d'hermine et de gueules, à l'écusson d'argent à la croix de sinople brochant en chef et à la montagne isolée de trois coupeaux d'or brochant en pointe. |
| Blason de Vattetot-sous-Beaumont | Détails | Blason composé et officialisé par le Conseil français d’héraldique en 2009.                                                                                   |

Les parties hermine mouchetée et le rouge sont les bases des armes des Bailleuls, seigneurs de Vattetot-sous-Beaumont.
Les trois coupeaux pour représenter « Le Beau Mont ».
L'écusson d'argent chargé « d'une croix de sinople ». Armes de l'ordre des Hospitaliers qui possédaient une léproserie avec chapelle à Vattetot-sous-Beaumont.
La couronne murale de couleur or, propre aux blasons des villes et des villages.